# Арктичні конвої
Аркти́чні конво́ї (відомі також як Союзні конвої або Операція «Дервіш», серпень 1941 — травень 1945) — спеціальні формування транспортних і допоміжних суден та кораблів ескорту, які створювалися з метою забезпечити безпеку переходу суден з вантажами з портів Північної Атлантики в радянські північні порти і назад під час Другої світової війни. Вони доставляли в СРСР за програмою ленд-лізу озброєння, важливі стратегічні і військові матеріали, продовольство, а із СРСР — стратегічну сировину для військового виробництва. Формувалися в базах Лох-Ю (Велика Британія), Рейк'явік і затоці Хваль-фьорд (Ісландія), зворотні — в Архангельську і Мурманську. Перехід конвоїв забезпечували кораблі ВМС Великої Британії, а в операційній зоні Північного флоту бойова охорона посилювалася кораблями і авіацією ВМФ СРСР.

## Міжнародно-правова база
Арктичні конвої здійснювали поставки в СРСР озброєння і техніки, стратегічних матеріалів і сировини, а також продовольства згідно з програмою ленд-лізу.
Згідно з законом про ленд-ліз, прийнятим Конгресом США 11 березня 1941 року, президент Сполучених Штатів отримував повноваження допомагати будь-якій країні, чия оборона визнавалася життєво важливою для США.
Спільне рішення про поставки допомоги в Радянський Союз було прийняте на конференції представників СРСР, Великої Британії і США з питань взаємних військових поставок, яка відбувалася у Москві з 29 вересня по 1 жовтня 1941 року. Але офіційно закон про ленд-ліз для СРСР президент США підписав тільки 11 червня 1942 року, а до цього вони надходили в рахунок кредиту в 90 млн. доларів наданого СРСР.

## Організація арктичних конвоїв

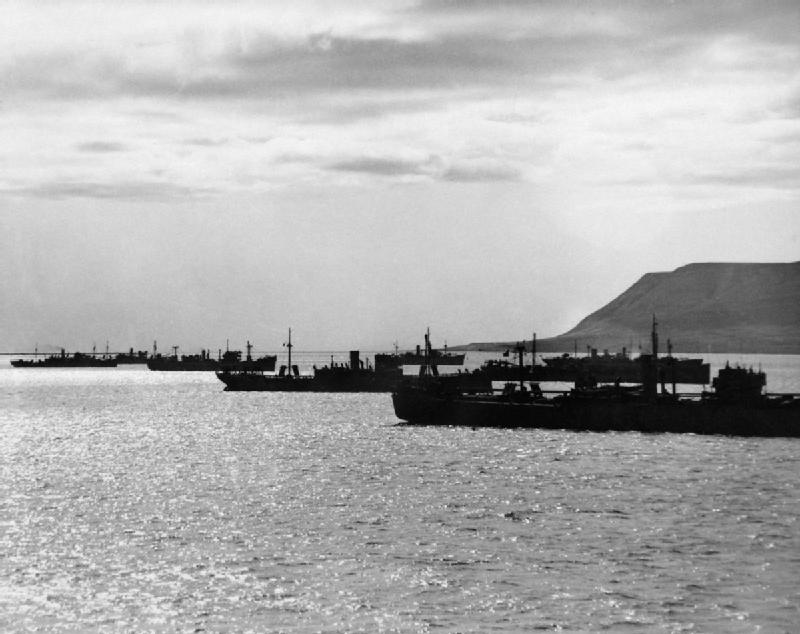
Формування арктичного конвою PQ17. Хвалфьордур. Ісландія. Травень 1942 року.

Конвої з'явилися на самому початку Другої світової війни у 1939 році. Система конвоїв передбачає формування великих загонів торгових суден для здійснення морських переходів під охороною бойових кораблів.
Арктичні конвої були найшвидшим але найнебезпечнішим маршрутом поставок вантажів у СРСР. У липні-грудні 1941 року 40 % усіх поставок йшло саме цим маршрутом, але близько 15 % відправлених вантажів були втрачені.
Перший арктичний конвой «Дервіш» вийшов з Ліверпуля в напрямку затоки Скапа-Флоу 12 серпня 1941 року. Після короткої зупинки для заправки паливом в Ісландії з 21 серпня здійснив десятиденний перехід і прибув до Архангельська 31 серпня. Усього за період з 1941 по 1945 рік арктичними конвоями в СРСР було доставлено 3964 тисяч тонн вантажів, що склало 22,6 % усіх поставок за ленд-лізом. В арктичних конвоях загинуло 85 торгових суден, що склало близько 6 % від загальної чисельності задіяних суден. У відсотковому співвідношенні втрати перевищили втрати союзників у атлантичних конвоях увосьмеро.

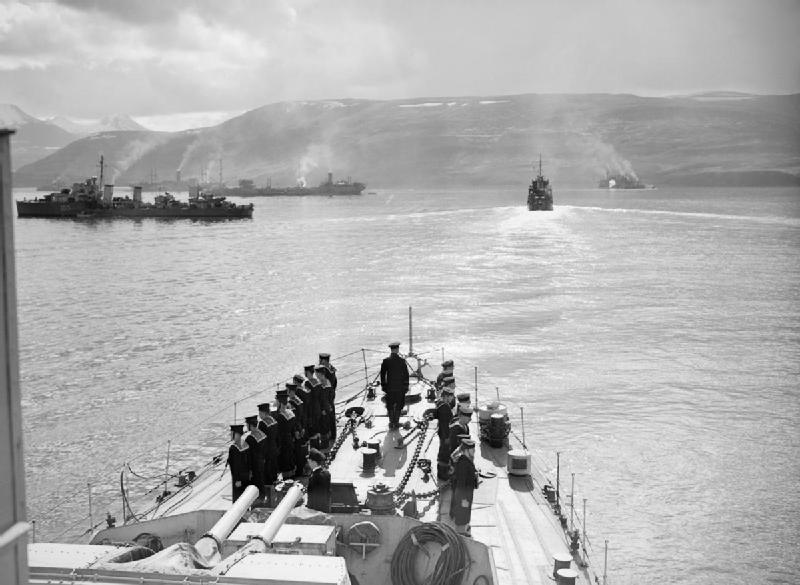
Формування арктичного конвою PQ17. Хвалфьордур. Ісландія. Травень 1942 року.

Перші конвої відпливали з Ісландії але починаючи з вересня 1942 року а вони стали вирушати з бази Лох-Ю в Шотландії. Шлях конвоїв в північні порти СРСР пролягав вздовж узбережжя окупованої німцями Норвегії і був особливо небезпечний через проходження поблизу баз німецької авіації, підводного і надводного флоту, а також через переважаючу в цих водах штормову погоду. Морська частина шляху до Мурманська займала близько 2-х тижнів. Крім того конвої прямували до Архангельська і Молотовська (нині Сєверодвінськ), звідки вантажі по спеціально добудованій гілці залізниці вирушали на південь в центральну, тилову частину СРСР.
Кожен конвой мав у своїй назві по два буквено-числових ідентифікатори: PQ <номер> або JW <номер> для конвоїв що прямували в СРСР, та QP <номер> або RA <номер> для зворотних конвоїв, за винятком найпершого конвою, який отримав кодове ім'я «Дервіш» за назвою усієї операції. Абревіатура PQ з'явилася від імені англійського офіцера П. К. Едвардса (P. Q. Edwards), який опікувався організацією конвоїв.

## Список арктичних конвоїв по роках
| Шифр конвою  | В напрямку в СРСР | Шифр конвою | В напрямку з СРСР                                                                                              |
| 1941 рік     | |             | |
| «Дервіш»     | Вийшов з Ісландії 21 серпня 1941. Прибув до Архангельська 31 серпня.                                                  | QP 1        | Вийшов з Архангельська 28 вересня 1941. Прибув у Скапа-Флоу 10 жовтня.                                         |
| PQ 1         | Вийшов з Ісландії 29 вересня. Прибув до Архангельська 11 жовтня.                                                      | QP 2        | Вийшов з Архангельська 3 листопада. Прибув у Керкволл (Оркнейські острови) 17 листопада.                       |
| PQ 2         | Вийшов з Ліверпуля 13 жовтня. Прибув до Архангельська 30 жовтня                                                       | QP 3        | Вийшов з Архангельська 27 листопада. Розсіяний. Невеликі групи прибули в Сейдисфьордюр і Керкволл 3-12 грудня. |
| PQ 3         | Вийшов з Ісландії 9 листопада. Прибув до Архангельська 22 листопада.                                                  | QP 4        | Вийшов з Архангельська 29 грудня. Розсіяний. Невеликі групи прибули Керкволл 9 січня 1942.                     |
| PQ 4         | Вийшов з Ісландії 17 листопада. Прибув до Архангельська 28 листопада.                                                 |             | |
| PQ 5         | Вийшов з Ісландії 27 листопада. Прибув до Архангельська 13 грудня.                                                    |             | |
| PQ 6         | Вийшов з Ісландії 8 грудня. Прибув до Мурманська 20 грудня.                                                           |             | |
| 1942 рік     | |             | |
| PQ 7a        | Вийшов з Ісландії 26 грудня 1941. Прибув до Мурманська 12 січня 1942.                                                 | QP 5        | Вийшов з Мурманська 13 січня. Розсіяний. Невеликі групи прибули 19 січня.                                      |
| PQ 7b        | Вийшов з Ісландії 31 грудня 1941. Прибув до Мурманська 11 січня 1942.                                                 | QP 6        | Вийшов з Мурманська 24 січня. Розсіяний. Невеликі групи прибули 28 січня.                                      |
| PQ 8         | Вийшов з Ісландії 8 січня. Прибув до Архангельська 17 січня.                                                          | QP 7        | Вийшов з Мурманська 12 лютого. Розсіяний. Невеликі групи прибули 15 лютого.                                    |
| PQ 9 і PQ 10 | Вийшли з Ісландії 1 лютого. Прибули до Мурманська 10 лютого.                                                          | QP 8        | Вийшов з Мурманська 1 березня. Прибув у Рейк'явік 11 березня.                                                  |
| PQ 11        | Вийшов з Шотландії 14 лютого. Прибув до Мурманська 22 лютого.                                                         | QP 9        | Вирушив з Кольської затоки 21 березня. Прибув у Рейк'явік 3 квітня.                                            |
| PQ 12        | Вийшов з Рейк'явіка 1 березня. Прибув до Мурманська 12 березня.                                                       | QP 10       | Вирушив з Кольської затоки 10 квітня. Прибув у Рейк'явік 21 квітня.                                            |
| PQ 13        | Вийшов з Рейк'явіка 20 березня. Прибув до Мурманська 31 березня.                                                      | QP 11       | Вийшов з Мурманська 28 квітня. Прибув у Рейк'явік 7 травня.                                                    |
| PQ 14        | Вийшов з Шотландії 26 березня. Прибув до Мурманська 19 квітня.                                                        | QP 12       | Вийшов з Кольської затоки 21 травня. Прибув у Рейк'явік 29 травня.                                             |
| PQ 15        | Вийшов з Шотландії 10 квітня. Прибув до Мурманська 5 травня.                                                          | QP 13       | Вийшов з Архангельська 26 червня. Прибув у Рейк'явік 7 липня.                                                  |
| PQ 16        | Вийшов з Рейк'явіка 21 травня. Прибув до Мурманська 30 травня.                                                        | QP 14       | Вийшов з Архангельська 13 вересня. Прибув до Шотландії 26 вересня.                                             |
| PQ 17        | Вийшов з Рейк'явіка 27 червня. Розсіяний. Невеликі групи прибули 4 липня.                                             | QP 15       | Вирушив з Кольської затоки 17 листопада. Прибув до Шотландії 30 листопада.                                     |
| PQ 18        | Перший конвой, який супроводжувала авіаносна група. Вийшов з Шотландії 2 вересня. Прибув до Архангельська 21 вересня. | RA 51       | Вийшов з Кольської затоки 30 грудня. Прибув до Шотландії 11 січня 1943.                                        |
| JW 51A       | Вийшов з Ліверпуля 15 грудня. Прибув у Кольську затоку 25 грудня.                                                     |             | |
| JW 51B       | Вийшов з Ліверпуля 22 грудня. Прибув в Кольську затоку 4 січня 1943.                                                  |             | |
| FB           | Окремі судна без ескорту.                                                                                             |             | |
| 1943 рік     | |             | |
| JW 52        | Вийшов з Ліверпуля 17 січня. Прибув у Кольську затоку 27 січня.                                                       | RA 52       | Вийшов з Кольської затоки 29 січня. Прибув до Шотландії 9 лютого.                                              |
| JW 53        | Вийшов з Ліверпуля 15 лютого. Прибув у Кольську затоку 27 лютого.                                                     | RA 53       | Вийшов з Кольської затоки 1 березня. Прибув до Шотландії 14 березня.                                           |
| JW 54A       | Вийшов з Ліверпуля 15 листопада. Прибув у Кольську затоку 24 листопада.                                               | RA 54A      | Вийшов з Кольської затоки 1 листопада. Прибув до Шотландії 14 листопада.                                       |
| JW 54B       | Вийшов з Ліверпуля 22 листопада. Прибув до Архангельська 3 грудня.                                                    | RA 54B      | Вийшов з Архангельська 26 листопада. Прибув до Шотландії 9 грудня.                                             |
| JW 55A       | Вийшов з Ліверпуля 12 грудня. Прибув до Архангельська 22 грудня.                                                      | RA 55A      | Вийшов з Кольської затоки 22 грудня. Прибув до Шотландії 1 січня 1944.                                         |
| JW 55B       | Вийшов з Ліверпуля 20 грудня. Прибув до Архангельська 30 грудня.                                                      | RA 55B      | Вийшов з Кольської затоки 31 грудня. Прибув до Шотландії 8 січня 1944.                                         |
| 1944 рік     | |             | |
| JW 56A       | Вийшов з Ліверпуля 12 січня. Прибув до Архангельська 28 січня.                                                        | RA 56       | Вийшов з Кольської затоки 3 лютого. Прибув до Шотландії 11 лютого.                                             |
| JW 56B       | Вийшов з Ліверпуля 22 січня. Прибув у Кольську затоку 1 лютого.                                                       | RA 57       | Вийшов з Кольської затоки 2 березня. Прибув до Шотландії 10 березня.                                           |
| JW 57        | Вийшов з Ліверпуля 20 лютого. Прибув у Кольську затоку 28 лютого.                                                     | RA 58       | Вийшов з Кольської затоки 7 квітня. Прибув до Шотландії 14 квітня.                                             |
| JW 58        | Вийшов з Ліверпуля 27 березня. Прибув у Кольську затоку 4 квітня.                                                     | RA 59       | Вийшов з Кольської затоки 28 квітня. Прибув до Шотландії 6 травня.                                             |
| JW 59        | Вийшов з Ліверпуля 15 серпня. Прибув у Кольську затоку 25 серпня.                                                     | RA 59A      | Вийшов з Кольської затоки 28 серпня. Прибув до Шотландії 5 вересня.                                            |
| JW 60        | Вийшов з Ліверпуля 15 вересня. Прибув у Кольську затоку 23 вересня.                                                   | RA 60       | Вийшов з Кольської затоки 28 вересня. Прибув до Шотландії 5 жовтня.                                            |
| JW 61        | Вийшов з Ліверпуля 20 жовтня. Прибув у Кольську затоку 28 жовтня.                                                     | RA 61       | Вийшов з Кольської затоки 2 листопада. Прибув до Шотландії 9 листопада.                                        |
| JW 60A       | Вийшов з Ліверпуля 31 жовтня. Прибув до Мурманська 6 листопада.                                                       | RA 61A      | Вийшов з Кольської затоки 11 листопада. Прибув до Шотландії 17 листопада.                                      |
| JW 62        | Вийшов з Шотландії 29 листопада. Прибув у Кольську затоку 7 листопада.                                                | RA 62       | Вийшов з Кольської затоки 10 грудня. Прибув до Шотландії 19 грудня.                                            |
| JW 63        | Вийшов з Шотландії 30 грудня. Прибув у Кольську затоку 8 січня 1945.                                                  |             | |
| 1945 рік     | |             | |
| JW 64        | Вийшов з Шотландії 3 лютого. Прибув у Кольську затоку 15 лютого.                                                      | RA 63       | Вийшов з Кольської затоки 11 січня. Прибув до Шотландії 21 січня.                                              |
| JW 65        | Вийшов з Шотландії 11 березня. Прибув у Кольську затоку 21 березня.                                                   | RA 64       | Вийшов з Кольської затоки 17 лютого. Прибув до Шотландії 28 лютого.                                            |
| JW 66        | Вийшов з Шотландії 16 квітня. Прибув у Кольську затоку 25 квітня.                                                     | RA 65       | Вийшов з Кольської затоки 23 березня. Прибув до Шотландії 1 квітня.                                            |
| JW 67        | Вийшов з Шотландії 12 травня. Прибув у Кольську затоку 20 травня.                                                     | RA 66       | Вийшов з Кольської затоки 29 квітня. Прибув до Шотландії 8 травня                                              |
|              | | RA 67       | Вийшов з Кольської затоки 23 травня. Прибув до Шотландії 30 травня.                                            |

## Дії флотів союзників по забезпеченню конвоїв

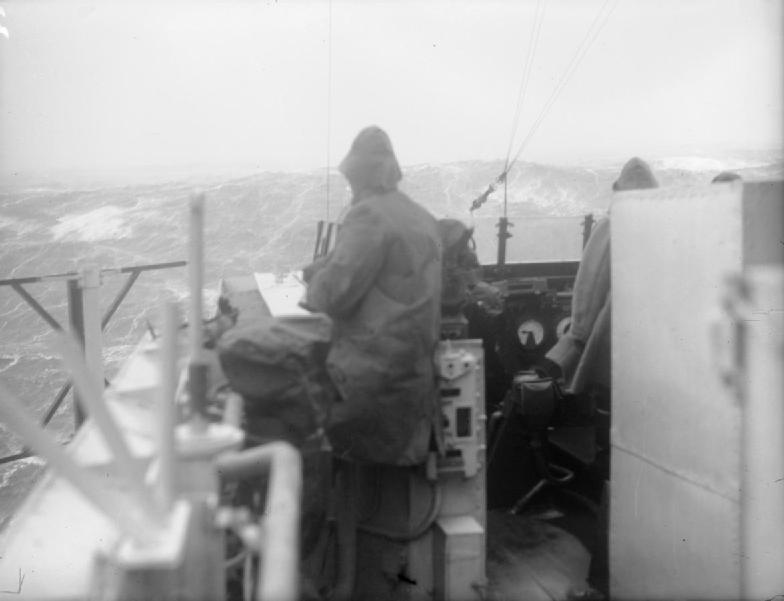
Шторм. Командирський місток крейсера «Беллона». Березень 1945 року (можливо конвой JW 65).

Протягом усієї війни завдання проводки союзних конвоїв було однією з головних місій Північного флоту. Прибуття кожного конвою контролювалося не тільки наркоматом ВМФ, а і Ставкою ВГК і особисто Сталіним. Відповідальність за весь маршрут від пунктів формування до пунктів розвантаження конвоїв несли ВМС Великої Британії: вони створювали корабельний ордер, забезпечували оборону на переході морем. В склад сил загону входили ескадрені міноносці, фрегати, корвети, тральщики і мисливці за підводними човнами. Крім того формувалися загони ближнього і дальнього (оперативного) прикриття. Вони прямували паралельними з конвоєм курсами, прикриваючи його з найнебезпечнішого південного напрямку. Радянський Північний флот підключався до операції і посилював оборону конвою в своїй операційній зоні.
До кінця 1941 року німецьке командування не звертало особливої уваги на морські союзні перевезення. Але 14 березня 1942 року Гітлер підписав спеціальний наказ про активізацію дій Крігсмаріне проти союзних арктичних конвоїв. Грос-адміралу Деніцу було наказано зосередити в Арктиці велике угруповання підводних човнів, а командувачу 5-м повітряним флотом генерал-полковнику Штумпфу — зосередити на аеродромах Північної Норвегії торпедоносці He 111. З квітня 1942 року німецька авіація розпочала масоване бомбардування Мурманська.

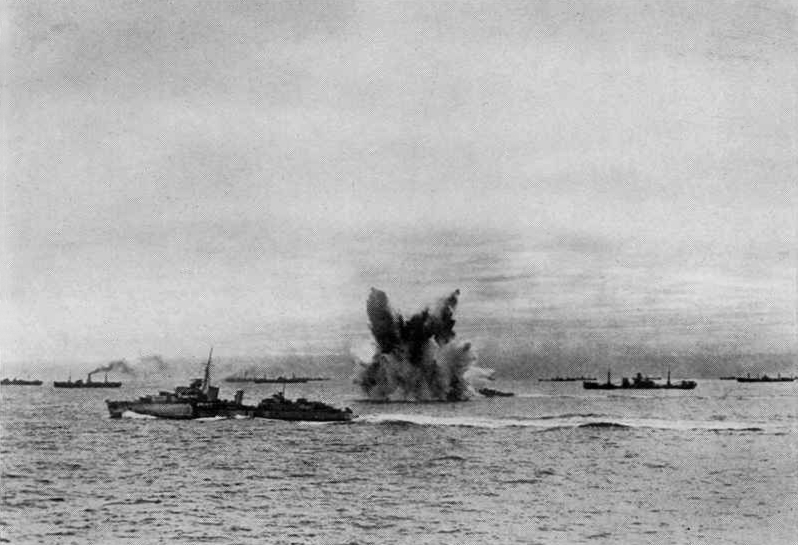
Атака бомбардувальниками Ю-88 конвою PQ-18. Баренцеве море. 14 вересня 1942 року.

Перша велика операція німецького флоту проти арктичних конвоїв була операція «Шпортпалас» (нім. Operation Sportpalast) — рейд лінкора «Тірпіц» на перехоплення конвою QP 8. Операція серйозного успіху не мала. А 4 липня 1942 року Гітлер віддав наказ про проведення операції «Россельшпрунг» (нім. Operation Rösselsprung) з метою знищити сумнозвісний конвой PQ-17. До операції були залучені дві ударні групи надводних кораблів: у Тронгеймі лінкор «Тірпіц», важкий крейсер «Адмірал Хіппер» і чотири есмінці; в Нарвіку важкі крейсери «Лютцов» «Адмірал Шеер» і шість есмінців. У Норвегії було зосереджено 264 літаки, у тому числі 133 бомбардувальника і 57 торпедоносців. Проти конвою діяли 11 підводних човнів. Внаслідок успішної операції підводними човнами і торпедоносцями було потоплено 22 транспорти і 2 допоміжних судна з 35 суден конвою. Після розгрому конвою PQ-17 відправка конвоїв в Радянський Союз була призупинена до вересня 1942 року.

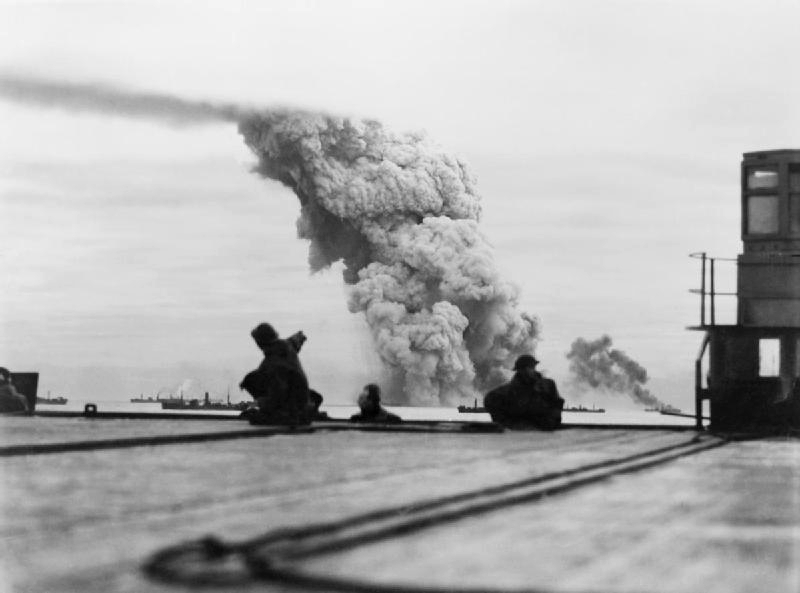
Загибель суховантажа «Мері Лакенбах». Конвой PQ-18. 13 вересня 1942 року.

У відповідь на активні дії німців усі заходи з оборони конвоїв планувалися у формі так званих конвойних операцій. Маршрути руху конвоїв прокладалися по можливості найпівнічніше, як правило, вздовж льодової кромки. Для послаблення сил противника авіація завдавала ударів по його аеродромах, головним чином, на яких знаходилася ударна авіація. Винищувальна авіація діяла в режимі «чергування в повітрі», здійснюючи безпосереднє прикриття конвоїв з повітря. Розгорнуті на морських комунікаціях підводні човни на період проходження конвою мали вести спостереження за переміщенням великих кораблів противника і при можливості атакувати їх.
Північний флот СРСР в своїй операційній зоні, рубіж якої проходив на схід від меридіану, на якому знаходиться норвезький порт Тромсе, для посилення оборони конвоїв виділяв додатковий наряд сил: есмінці, сторожові кораблі і морські мисливці, які зустрічали конвої в районі острова Ведмежий, де за наказом командира конвою, займали місця в загальному ордері.
З грудня 1942 року рух конвоїв північним маршрутом був відновлений і не припинявся до кінця війни. Німецьке командування хоча і намагалося порушити судноплавство в Арктиці, але безуспішно.

## Результати
В цілому, 720 суден досягли порту призначення. Загалом чотири мільйони тонн вантажів, у тому числі 5000 танків і 7000 літаків доправили союзники Радянському Союзу.